# Kvinnoborgen
Kvinnoborgen är en svensk TV-film från 1978 i regi av Judith Hollander. I rollerna ses bland andra Inga Gill, Evabritt Strandberg och Gunilla Olsson.

## Rollista
- Inga Gill	– Emily, patient
- Evabritt Strandberg – Marianne, patient
- Gunilla Olsson – Annika Stiernhielm, patient
- Linda Krüger – Mona, patient
- Börje Ahlstedt – Lindqvist
- Sonja Lund – Kerstin, sjukvårdsbiträde
- Anneli Martini – Bodil, sjukvårdsbiträde
- Björn Granath – Måns, Annikas man
- Frank Sundström – docenten
- Birgitta Smiding – gynekolog
- Astrid Engelbrektsson-Assefa – sjukvårdsbiträde
- Kim Anderzon – BB-Britta, pratsam patient
- Wallis Grahn – BB-Eva
- Annika Alm – BB-Stina
- Kerstin Österlin – gravida Lisa
- Paula Brandt – kloka Karin, patient
- Lars Hansson – nybliven barnafar
- Helena Manek – kvällssköterska
- Gun Robertson – gynekologpatient

## Om filmen
Filmen sändes inom ramen för TV-teatern i Sveriges Television och producerades av Bert Sundberg för Moviemakers Sweden AB. Manus skrevs av Anna-Maria Hagerfors och filmen fotades av Rune Ericson. Den klipptes av Lasse Lundberg och premiärvisades den 30 augusti 1978.